# Емануил Антоновић
Емануил Манојло Антоновић (Орловат, око 1785 – Темишвар, 21. јануар 1829) био је српски иконописац и позлатар из Баната

## Биографија
Еманил Антоновић је рођен око 1785. године у Орловату, банатском граничарском месту. Потиче из трговачке породице, чији су представници живели и радили и у Чакову и Темишвару Фабрици. Син је Антонија орловатског купеца (трговца). Био је ожењен са Јулијаном, која је умрла у Темишвару 1829. године.
Школовао се у Темишвару деведесетих година 18. века, и касније од 1816. године па до смрти живео у тамошњем српском предграђу Фабрици. Умро је 21. јануара 1829. године у Темишвару где је и сахрањен.
Не зна се где је, када и код кога изучио иконопис и позлатарски занат? Вероватно у оближњем Великом Бечкереку. Био је више уметнички занатлија - живописац, неголи прави уметник. Припадао је уметничкој епохи прелазног периода.
Манојло је био блиски сарадник познатијег темишварског иконописца Саве Петровића. Заједно су радили у храму у темишварском предграђу Мехали 1819-1820. године и Парцу. У Мехалској цркви је Антоновић позлатио иконостас.
Антоновић је радио за цркве у Ђироку (1817), најобимнији посао у Кетфељу (1821—1825), Мехали (1819—1820), Парцу (1828) и Фабрици (1821; 1828-1829).